# Shane Baz
Shane Austin Baz (17 de junho de 1999) é um jogador de beisebol estadunidense, que joga na posição de arremessador (pitcher).

## Carreira
Baz compôs o elenco da Seleção dos Estados Unidos de Beisebol nos Jogos Olímpicos de Verão de 2020 em Tóquio, onde conquistou a medalha de prata após confronto contra a equipe japonesa na final da competição.